# Clet Feliho
Clet Feliho (Conakry, Guiné, 14 de fevereiro de 1954) é o bispo católico romano de Kandi.
Clet Feliho recebeu o Sacramento da Ordem em 21 de julho de 1979 do Bispo de Parakou, Nestor Assogba.
Em 29 de janeiro de 2000, o Papa Bento XVI o nomeou Bispo de Kandi. O Prefeito Emérito da Congregação para os Bispos, Cardeal Bernardin Gantin, o consagrou em 10 de junho do mesmo ano; Os co-consagradores foram o Arcebispo de Cotonou, Nestor Assogba, e o Arcebispo de Ibadan, Felix Alaba Adeosin Job. 